# Харен (Эмс)
Харен (нем. Haren) — город в Германии, в земле Нижняя Саксония.
Входит в состав района Эмсланд. Население составляет 22 999 человек (на 31 декабря 2010 года). Занимает площадь 208,77 км². Официальный код — 03 4 54 018.
Город подразделяется на 12 городских районов.

## Население
| Год  | Население |
| ---- | --------- |
| 1990 | 18 696    |
| 1995 | 20 871    |
| 2000 | 22 211    |
| 2005 | 22 697    |
| 2010 | 22 996    |

## История
После Второй мировой войны до 10 сентября 1948 года город входил в польскую зону оккупации Германии. В этот период город был временно переименован сначала во Львов, а после протестов советской оккупационной администрации — в Мачкув (в честь генерала Мачека). Также были переименованы улицы города. После ухода поляков все прежние немецкие названия были возвращены.

## Фотографии

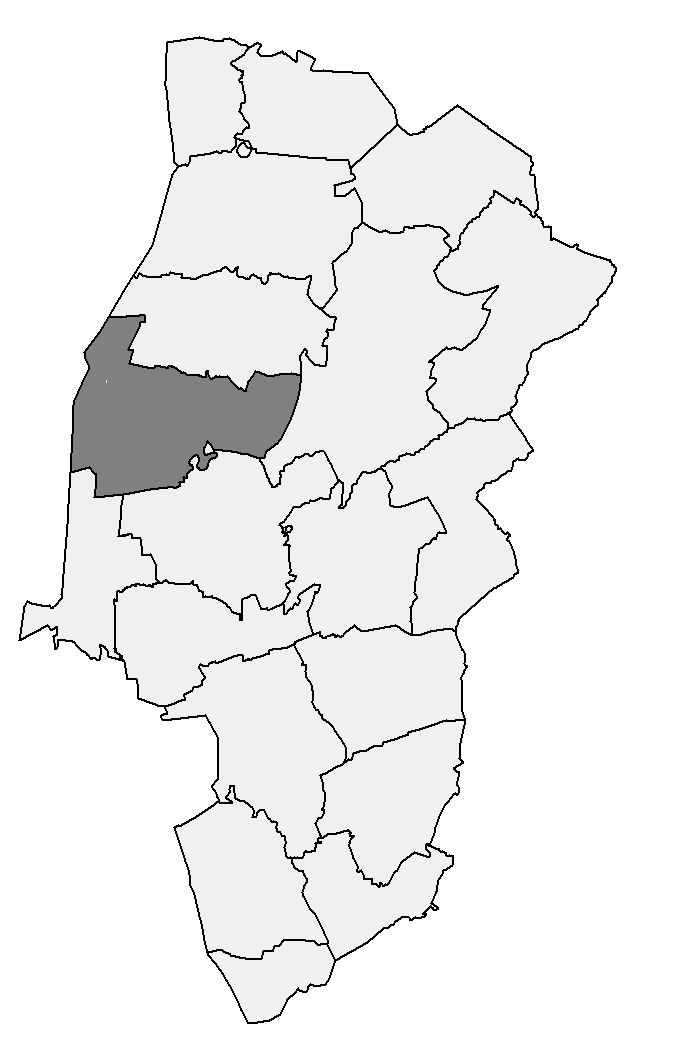
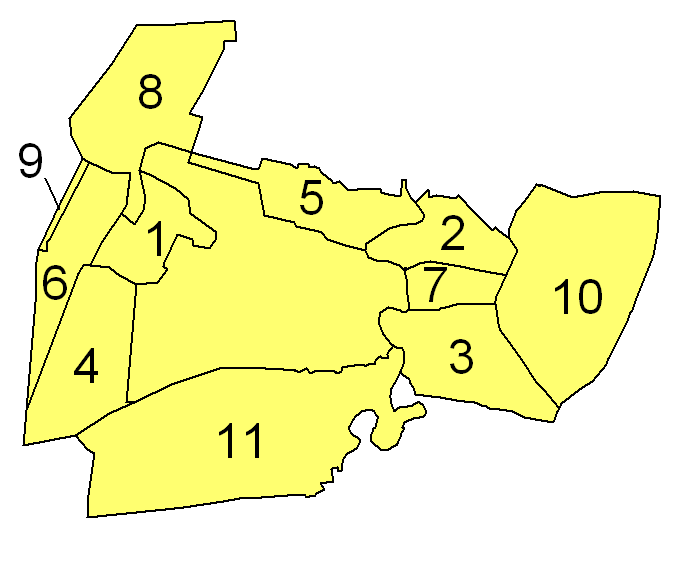